# نصف‌النهار ۱۱ درجه غربی
نصف‌النهار ۱۱ درجه غربی ۱۱مین نصف‌النهار غربی از گرینویچ است که از لحاظ زمانی 0ساعت و 44دقیقه با گرینویچ اختلاف زمانی دارد.
این نصف‌النهار از قطب شمال شروع و از مناطق زیر گذشته و به قطب جنوب ختم می‌شود.
- قاره آفریقا